# Shahrestān-e Kāzerūn
Shahrestān-e Kāzerūn (persiska: شهرستان کازرون, کازرون) är en delprovins (shahrestan) i Iran.   Den ligger i provinsen Fars, i den centrala delen av landet, 700 km söder om huvudstaden Teheran.
Delprovinsen hade 266 217 invånare 2016.